# Koglobaraogo
Koglobaraogo est une localité située dans le département de Namissiguima de la province du Sanmatenga dans la région Centre-Nord au Burkina Faso. 

## Histoire
Depuis 2017, le nord de la province est soumis à des attaques djihadistes terroristes récurrentes entrainant des conflits entre les communautés Peulh et Mossi et des déplacements internes massifs de populations vers les camps du sud de la province à Barsalogho et Kaya. Ainsi en mars et en août 2019, une série d'attaques contre les villages de Nawoubkiba et de Koglobaraogo ont provoqué des morts dans les deux localités et d'importants dégâts dans les commerces incendiés,.

## Éducation et santé
Le centre de soins le plus proche de Koglobaraogo est le centre de santé et de promotion sociale (CSPS) de Namissiguima tandis que le centre médical avec antenne chirurgicale (CMA) de la province se trouve à Barsalogho et que le centre hospitalier régional (CHR) est à Kaya. 
Koglobaraogo possède une école primaire privée.